# 盧明哲
盧明哲（1998年12月21日—），臺灣男子羽毛球運動員，隸屬亞柏羽球隊，曾在中華民國全國羽球排名賽男雙及混雙項目奪冠。

## 選手生涯
盧明哲的父親是臺南市仁德國中羽球隊教練盧俊邦。
2020年，盧明哲與混雙搭檔吳玓蓉在斯洛伐克公開賽奪冠。在這之後受到2019冠状病毒病疫情影響，盧明哲直到2022年才再次回到國際賽場，這段期間他與吳玓蓉曾在2020年中華民國第二次全國羽球排名賽獲得亞軍，隔年在第一次全國排名賽首次奪得全國冠軍。疫情趨緩之後，盧明哲在亞柏羽球隊安排下前往比利時、波蘭、克羅埃西亞參加三站國際賽，並在比利時國際賽與林上凱晉級男雙四強、在波蘭國際賽與搭檔不久的鍾侃妤獲得混雙亞軍。
2023年，盧明哲與唐凱威在丹麥大師賽男子雙打項目晉級決賽，最終以直落二（5-21、16-21）不敵丹麥的拉斯穆斯·克亞爾／弗雷德里克·瑟高。同年9月，他們在第二次全國排名賽奪得男雙冠軍。
2024年，盧／唐組合在第一次全國排名賽再次晉級男雙決賽，但以直落二（14-21、14-21）不敵蘇敬恒／林秉緯，無緣衛冕。5月，兩人在超級500等級的泰國公開賽首輪擊敗第八種子古塔马／伊斯法哈尼，隨後擊敗韓國的金榮奕／王燦以及馬來西亞的鍾鴻健／海卡爾，生涯首度躋身世界巡迴賽四強，最終兩人以11－21、12－21不敵世界第三的印度組合兰基雷迪／谢提。

## 主要比賽成績
只列出曾進入準決賽的國際賽事成績：
| 年份   | 賽事                     | 公開賽級別 | 項目     | 搭檔   | 成績   |
| ------ | ------------------------ | ---------- | -------- | ------ | ------ |
| 2020年 | 奧地利羽毛球公開賽       | 國際挑戰賽 | 混合雙打 | 吳玓蓉 | 準決賽 |
| 2020年 | 斯洛伐克羽毛球公開賽     | 未來系列賽 | 男子雙打 | 洪梓瑋 | 亞軍   |
| 2020年 | 斯洛伐克羽毛球公開賽     | 未來系列賽 | 混合雙打 | 吳玓蓉 | 冠軍   |
| 2022年 | 比利時羽毛球國際賽       | 國際挑戰賽 | 男子雙打 | 林上凱 | 準決賽 |
| 2022年 | 波蘭羽毛球國際賽         | 國際系列賽 | 混合雙打 | 鍾侃妤 | 亞軍   |
| 2022年 | 馬來西亞羽毛球國際系列賽 | 國際系列賽 | 混合雙打 | 鍾侃妤 | 準決賽 |
| 2023年 | 泰國羽毛球國際挑戰賽     | 國際挑戰賽 | 混合雙打 | 鍾侃妤 | 準決賽 |
| 2023年 | 越南羽毛球國際挑戰賽     | 國際挑戰賽 | 男子雙打 | 唐凱威 | 準決賽 |
| 2023年 | 丹麥羽毛球大師賽         | 國際挑戰賽 | 男子雙打 | 唐凱威 | 亞軍   |
| 2023年 | 南特羽毛球國際挑戰賽     | 國際挑戰賽 | 男子雙打 | 唐凱威 | 準決賽 |
| 2024年 | 泰國羽球公開賽           | 超級500賽  | 男子雙打 | 唐凱威 | 準決賽 |
| 2024年 | 加拿大羽球公開賽         | 超級500賽  | 混合雙打 | 洪恩慈 | 準決賽 |

| 2018-2026年 | 總決賽 | 超級1000賽 | 超級750賽 | 超級500賽 | 超級300賽 | 超級100賽 | 國際挑戰賽 | 國際系列賽 | 未來系列賽 | 其他 |

## 外部連結
- 盧明哲在BWFBadminton.com（英语）
- 盧明哲在BWF.TournamentSoftware.com（英语）
- 盧明哲在Flashscore（英语）